# ビズ・マッキー
ビズ・マッキー（James Raleigh "Biz" Mackey, 1897年7月27日 - 1965年9月22日）は、アメリカ合衆国のニグロリーグで活躍していた野球選手。主なポジションは内野手、捕手。テキサス州イーグルパス生まれ。右投げ両打ち。ニグロリーグ初期の強肩・強打の選手で、日本のプロ野球設立とも関わりがあるといわれている。

## 来歴・人物
1918年に、サンアントニオにあったブラックエースというチームに内野手（遊撃手）として入団し、プロの野球選手となる。1920年のニグロ・ナショナル・リーグ設立の際にインディアナポリスに移籍、1922年には打率.344を放つ活躍をする。また1923年にイースタン・カラード・リーグが組織されると、マッキーは引き抜かれるような形でヒルデール・デイジーズに移った。
ヒルデールは1923年から1925年にイースタン・カラード・リーグ3連覇を達成するが、マッキーは1923年に.423という驚異的な打率を記録し、また1925年にはニグロ・ワールド・シリーズでの活躍により、その前年敗れたカンザスシティ・モナークスへの雪辱を果たす。この年以降、それまで正捕手だったルイス・サントップの年齢からくる衰えもあり、マッキーは捕手に転向することになるが、捕手となったマッキーはここでも持ち前の強肩を発揮、座ったままの姿勢で二塁へ剛速球を投げたという。
1927年には日米野球のためニグロリーグ選抜チームの一員として来日し、明治神宮野球場で最初の本塁打を放った打者になった。当時マッキーが日本の選手と握手する写真が雑誌『野球界』の表紙を飾ったこともある。また5年後の1932年にも日本に長期滞在しており、プロ野球の設立の手助けをしていたようである。マッキーは1934年と1935年にも日本を訪れている。
1937年からはボルチモア・エリート・ジャイアンツの監督を勤め、当時まだ10代だったロイ・キャンパネラ（後の野球殿堂入り捕手）に捕手の手ほどきをしていた。その後キャンパネラが一人前になったことを見届けたマッキーは、ボルティモアを離れニューアークに移籍、ここではモンテ・アービンやラリー・ドビー、ドン・ニューカムらを指導している。当時二塁手だったラリー・ドビーに、外野手に転向するのを勧めたのもマッキーである。
その後、当時ニューアーク・イーグルスのオーナーだったエファ・マンリーとの衝突から1941年にチームを離れるが、1945年に現役生活を再開、1946年には再びイーグルスの監督を勤める。50歳を過ぎた1950年にイーグルスがヒューストンへ移った際現役を引退し、その後ロサンゼルスへ移住しフォークリフトの作業員などをしていたそうである。マッキーが再び観衆の前に姿を見せたのは、1959年5月7日、ロサンゼルスのメモリアル・コロシアムで催されたキャンパネラの引退試合でのことである。
1965年にロサンゼルスで68歳で死去。2006年にニグロリーグ特別委員会によりアメリカ野球殿堂入りした。

## 記録・表彰等
- ニグロリーグでの通算打率：.322
- カリフォルニア・ウインターリーグでの通算成績：二塁打62、三塁打17、本塁打28、打率.366